# 謝國城
謝國城（1912年2月20日—1980年12月29日），臺南學甲人，畢生致力於推展台灣棒球運動，為台灣棒運奠下穩固的根基，因此被台灣棒球界尊稱為「棒球之父」、「少棒之父」。

## 生平
早年畢業於日本早稻田大學政經系，1935年進入日本時事新報社，不久至讀賣新聞社擔任政經記者，由於經常撰文抨擊日本軍閥行動，被迫辭職。1946年自日返台，歷任台灣省體育會總幹事、台灣大公企業總經理及台灣省合作金庫協理、台灣省合作金庫副總經理、台灣省合作金庫常務理事等職。1949年，台灣省棒球委員會成立，由謝東閔出任理事長，謝國城擔任總幹事，開始致力提倡棒球運動；1967年台灣省棒球委員會全國性事務部分改組為中華全國棒球委員會，仍任總幹事。
1963年5月與謝東閔、吳火獅創設新光產物保險；繼謝東閔之後，先接任總經理，再兼任董事長，以迄逝世。1969年謝國城曾率領金龍少棒隊赴美參加威廉波特少棒賽奪得冠軍，同年在台北市選區當選為第一屆增補選立法委員。1973年中華全國棒球委員會改組成為中華民國棒球協會，當選理事長。他先後率中華民國少年棒球隊、青少年棒球隊、青年棒球隊參加世界大賽，有「中華民國棒球之父」之稱。1974年首次膺選為立法院財政委員會召集委員，同年中華民國首度獲得世界三級棒球錦標賽「三冠王」佳績。1975年八月一日謝國城先生極力爭取的夜間照明設備終於在台北市立棒球場完工啟動。1976年母親林氏辭世。謝國城因無法籌足比賽經費而放棄主辦第二十四屆世界棒球錦標賽，改辦首次國際邀請賽。1978年謝國城再度榮任立法院財政委員會召集委員。1979年在謝國城極力奔走下，政府實施運動器材免稅進口。1980年12月29日因心肌梗塞逝世。1990年長子謝南強成立「謝國城棒球文教基金會」。
2014年，與嚴孝章、洪騰勝、曾紀恩共同入選首屆台灣棒球名人堂。

## 特殊事蹟
- 回顧台灣棒球運動發展史，於經費極度缺乏，在謝國城的奔走之下，獲得各方捐款，他對棒球的熱情，直到過世前一刻都還未終止，故人稱之為「棒球之父」「少棒之父」。

## 家族
- 謝國城祖父謝四圍曾到臺南府城創立「英泰行」，為臺南糖業巨擘。父親謝石秋是文秀才。其二伯謝群我在日治時期曾出任臺南州協議會議員。[3]:224
- 謝國城大姊謝綺蘭嫁給大東信託總經理、二二八事件受難者陳炘。[3]:227
- 謝國城長子謝南強娶陳逢源外孫女郭蕙玉（陳逢源次女陳壁月之女）。次子謝東震娶泰安產物保險前董事長林坤鐘之女林淑娟。[3]:225-226

## 外部連結
- 謝國城在台灣棒球維基館上的頁面（繁體中文）

| 體育角色         | 體育角色                                                     | 體育角色      |
| ---------------- | ------------------------------------------------------------ | ------------- |
| 中華民國棒球協會 |                                                              |               |
| 首任             | 中華民國棒球協會理事長 第一任 1973年02月28日－1980年12月29日 | 繼任： 嚴孝章 |